# José Johanny
José Johanny (Laguna, 30 de maio de 1872 — Laguna, 25 de fevereiro de 1915) foi um advogado, jornalista e político brasileiro.

## Vida
Filho de Henrique André Johanny e de Matildes Gonçalves Barreiros Johanny.

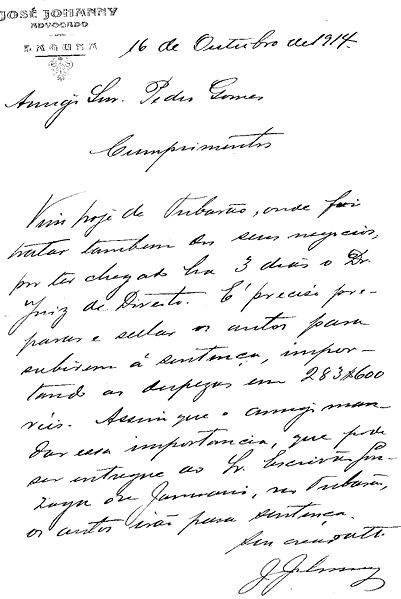
Correspondência do advogado José Johanny com seu cliente de Jaguaruna Pedro Gomes, de 16 de outubro de 1914, tratando de custos advocatícios referentes a um litígio sobre posse de terras (documento do acervo de Sílvio Nunes - Tubarão)

## Carreira
Dedicou-se à tipografia, iniciando sua carreira no jornal "A Verdade" (Laguna, 1883). Fundou os jornais Caturra e O Farol. 
Foi deputado à Assembleia Legislativa de Santa Catarina na 6ª legislatura (1907 — 1909) e na 7ª legislatura (1910 — 1912).
Foi editor da Revista Catarinense, publicada em Laguna de 1911 a 1914, com destaque para ensaios históricos.
Foi sócio correspondente do Instituto Histórico e Geográfico de Santa Catarina. 
É patrono da cadeira 24 da Academia Catarinense de Letras.

## Representação na cultura
Em Laguna, uma praça e uma rua no centro da cidade levam seu nome.